# 杜钢建
杜钢建（1956年8月—），生于中国江苏省，是中国著名宪法学家，曾任汕头大学法学院院长，同时兼任北京师范大学珠海分校法律与行政学院下设之“中国经济特区立法研究所”学术委员会主席。现任湖南大学法学院教授。其著作有《中国近百年人权思想》和《文明源头与大同世界》。

## 经历
杜钢建，1956年生，江西人。1979年毕业于安徽师范大学，1982年毕业于中国人民大学法律系，获得硕士学位。
硕士毕业后，杜钢建任教于中国人民大学法学院，1997年调任国家行政学院教授。2004年赴汕头大学法学院担任首席教授，2007年3月曾被任命为汕头大学法学院院长。2008年赴汕头华侨中学开展讲座，2009年赴湖南大学任法学院教授。

## 人物争议
杜钢建曾于2008年担任汕头大学法学院院长期间，在广东汕头华侨中学的一场讲座中发表夸大其词的言论，直言该学校必定会产生中国第一位女性总理。2017年，杜鋼建在其出版的書籍《文明源头与大同世界》中認為人类四大人种均来源于中国的湘西地区，世界文明也都起源于湘西。
2025年5月5日，杜钢建在其本人微信公众号上发表题为《马克思的祖先来自中国——纪念马克思诞辰207年暨马克思主义中国化时代化座谈会（北京）发言稿》的文章，文章声称“马克思的祖先是来自中国元朝的穆斯林”“是周朝犹太人的后裔”“回族人和犹太人都源于华夏族群”等，在网络上引起热议。

## 参看
- 汕头大学法学院
- 廖凯原